# Paul Olivia
Paul Olivia est un arbitre français de football, affilié à Marseille.

## Carrière
Il a officié dans une compétition majeure :
- Coupe de France de football 1950-1951 (finale)